# Cychropsis paramontana
Cychropsis paramontana is een keversoort uit de familie van de loopkevers (Carabidae). De wetenschappelijke naam van de soort is voor het eerst geldig gepubliceerd in 2006 door Sehnal & Hackel.